# 글리콜산
글리콜산(Glycolic acid)은 무색무취의 흡습성이 있는 결정 고체로, 물에 상당히 잘 녹는다. 화학식은 C2H4O3이다. 다양한 피부 케어 제품들에 사용된다. 글리콜산은 자연에서 널리 퍼져있다. 글리콜레이트(glycolate)는 글리콜산의 염 또는 에스터이다.